# Indische Softwareindustrie
Die indische Softwareindustrie ist der wichtigste Exporteur Indiens.
Die drei bedeutendsten Softwarefirmen sind TCS (Tata Consultancy Services), WIPRO (Wipro Technologies), das von Azim Premji von der Produktion von Pflanzenöl auf die von Software umgestellt wurde, und INFOSYS (Infosys Technologies), das jüngste der drei Unternehmen, das 1981 von N. R. Narayanamurthy gegründet wurde.
Der Umsatz der indischen Softwareindustrie lag laut NASSCOM, dem Dachverband für die indische IT-Industrie, im Jahr 2015 bei 146 Milliarden US-Dollar und ist um 17 Milliarden US-Dollar zum Vorjahr gestiegen. Die Softwareindustrie hatte in Deutschland laut BITKOM, dem Dachverband der digitalen Wirtschaft in Deutschland, einen Umsatz von 80,3 Milliarden Euro (umgerechnet 85,1 Milliarden US-Dollar). BITKOM fasst diesen Bereich unter dem Begriff „Informationstechnik“ zusammen, welche IT Hardware, Software und IT Services beinhaltet. Damit ist die indische IT-Industrie fast doppelt so groß wie die IT-Industrie in Deutschland.
Es gibt derzeit etwa 2,8 Millionen Beschäftigte in dieser wachsenden Branche in Indien.
Die Entwicklung der Softwareindustrie zum wichtigsten Exporteur Indiens hat im Wesentlichen zwei Ursachen.
Zum einen wurde – entgegen der allgemein geltenden Strategie der Importsubstitution – Mitte der 1980er Jahre unter Rajiv Gandhi der Import von Computern erlaubt. Das führte dazu, dass die bisherigen Hardware-Hersteller vor dem Ruin standen, wenn es ihnen nicht gelang, sich entweder auf den Zusammenbau ausländischer Computerteile zu beschränken oder auf die Produktion von Software umzustellen.
Zum anderen war der Export der Software, da er über Telekommunikation lief, der Zollkontrolle entzogen. Außerdem war die Softwareproduktion, da sie den Dienstleistungen zugerechnet wird, nicht von den Gesetzen für Industriefirmen betroffen. Überdies wirkte sich die Verbilligung der Telekommunikationstarife kostensenkend aus.